# Tesoro dei Guelfi

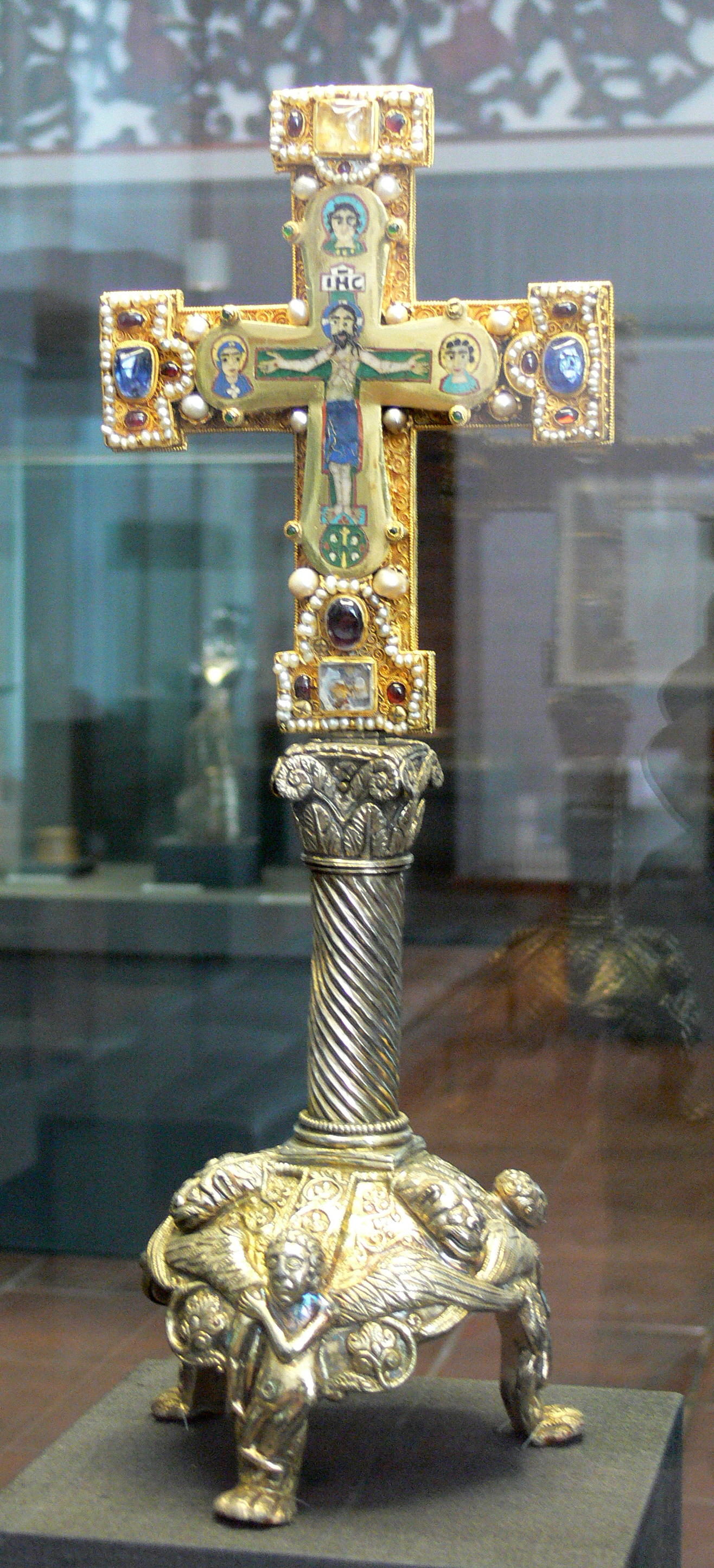
La Welfenkreuz, metà XI secolo, uno dei pezzi più antichi e significativi del tesoro

Il tesoro dei Guelfi o anche tesoro Guelfo (in tedesco Welfenschatz) è una collezione di arte ecclesiastica medievale originariamente ospitata nella collegiata dei Santi Biagio e Giovanni Battista oggi cattedrale a Braunschweig, in Germania. Il tesoro è composto principalmente da lavori di oreficeria tra l'XI e il XV secolo. È noto come Welfenschatz solo dal 1866, quando divenne di proprietà privata della famiglia esiliata dei Welfen, ossia i Guelfi, eponimi della fazione politica guelfa, i cui antenati lo avevano donato alla cattedrale. 
L'appellativo in lingua italiana come "tesoro Guelfo", benché ricorrente, è quindi improprio o comunque fraintendibile, poiché l'aggettivo "guelfo" è da riferire alla famiglia eponima e non alla fazione. L'accezione maiuscola "Guelfo" anziché "guelfo" in minuscolo è senz'altro più corretta e permette di ovviare all'equivoco almeno nella forma scritta, benché in realtà la traduzione più corretta in assoluto dovrebbe essere semplicemente "tesoro dei Welfen".
Durante il nazismo, il tesoro fu interamente venduto dai Welfen a un consorzio di mercanti d'arte ebrei e, dopo ulteriori dispersioni, divenne proprietà dello stato prussiano in una controversa trattativa orchestrata da Hermann Göring. Dopo la seconda guerra mondiale divenne infine proprietà della Fondazione del patrimonio culturale prussiano, che lo gestisce tuttora. I tentativi degli eredi mercanti d'arte di riottenere il tesoro fallirono sia nella procedura legale tedesca, sia in quella statunitense, intentate rispettivamente nel 2003 e nel 2015. Allo stesso modo, nessuna richiesta di restituzione da parte della città di Braunschweig è mai stata accolta.
Quel che rimane oggi in Germania del tesoro è conservato soprattutto presso il Kunstgewerbemuseum di Berlino, il resto è sparso in varie collezioni museali del mondo, e svariati pezzi sono perduti o irrintracciabili.

## Storia

### Dall'origine all'età moderna

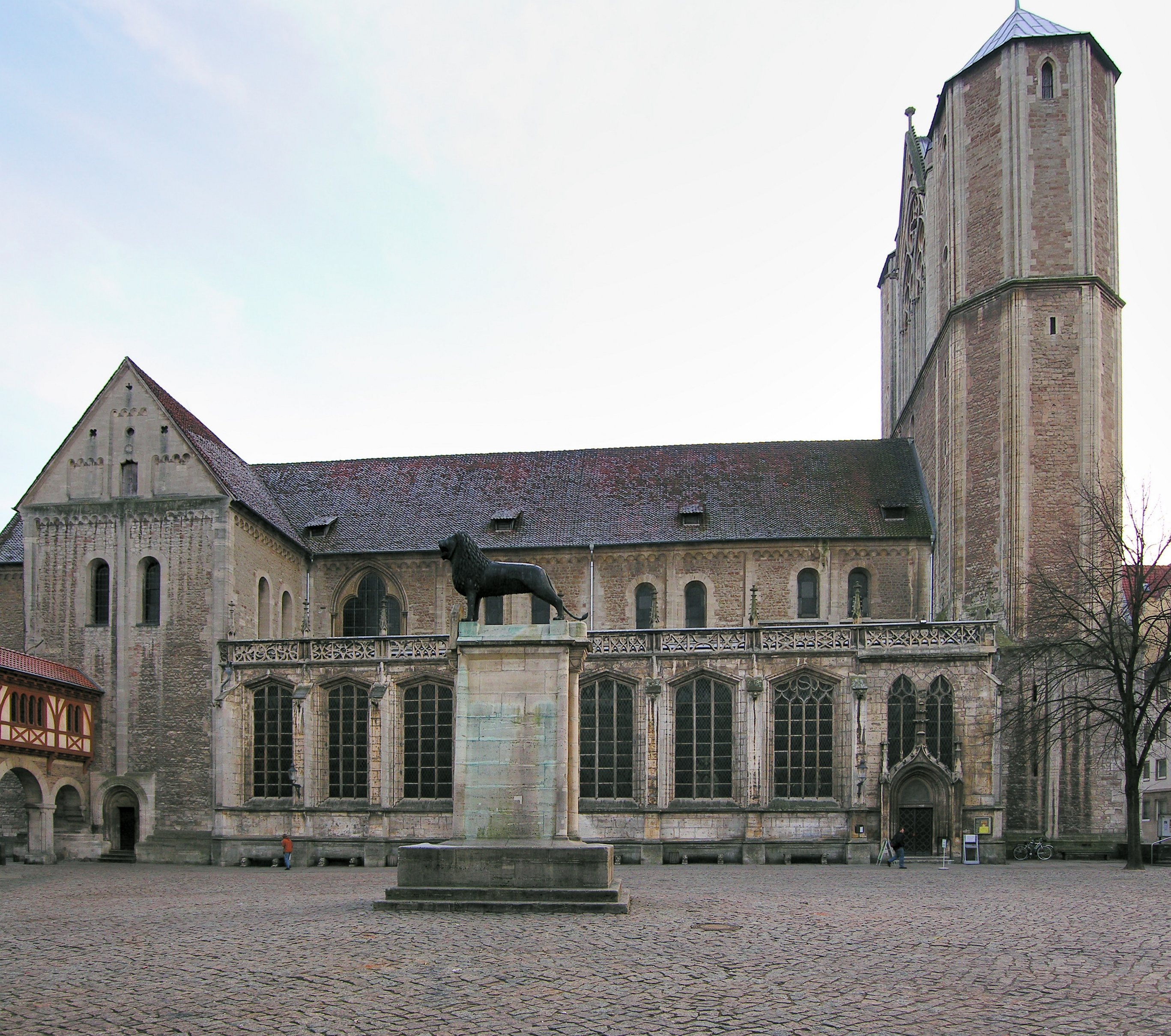
Il Duomo di Braunschweig, ex collegiata dei Santi Biagio e Giovanni Battista, luogo d'origine della collezione.

La contessa della stirpe dei Brunonidi Gertrude la Vecchia di Braunschweig († 1077, moglie di Liudolfo di Braunschweig) aveva già donato all'edificio antecedente alla cattedrale, intorno al 1030, diversi arredi di valore. Alcuni di questi sono ancora oggi nel Welfenschatz, come il reliquiario del braccio di San Biagio, oggi nella collezione medievale del Museo Herzog Anton Ulrich nel castello di Dankwarderode.
Nel corso dei secoli, il tesoro è stato notevolmente ampliato da lasciti e fondamenta, tanto che un inventario del 1482 elenca 140 oggetti. Nel 1545 furono acquisiti elementi dal tesoro del monastero di San Ciriaco nella stessa Braunschweig, che in quell'anno veniva demolito per difesa strategica dopo essere già finito in declino con la Riforma protestante.
Un furto del tesoro fu registrato per la prima volta nel 1574: furono rubati venti oggetti, principalmente ostensori. Alcuni degli oggetti rubati furono portati da Braunschweig a Dedeleben dai due autori del furto, Hans Kellermann e Hans Rotermund. Lì viveva la famiglia Gulden, che aveva incitato Kellermann e Rotermund al furto. Alla presenza dei due ladri, le pietre preziose furono rimosse, gli oggetti d'argento vennero fusi e il tutto fu infine venduto, ad eccezione di un piccolo cristallo che rimase a Kellermann. I responsabili furono comunque scoperti: Cosmos Gulden fu esiliato, mentre i ladri Kellermann e Rotermund furono giustiziati nel 1575. Nel 1658 e negli anni successivi, il duca Anton Ulrich, uomo di profonda cultura, prelevò numerosi elementi dal tesoro.

### Consegna del tesoro ai Welfen
Il 12 giugno 1671 Braunschweig, città della Lega anseatica storicamente indipendente o comunque smarcata dal controllo del Sacro Romano Impero fu conquistata dai Welfen e riportata sotto la piena autorità del principato di Brunswick-Wolfenbüttel. Il 16 giugno, la totalità del tesoro ancora indiviso, ad eccezione del reliquiario del braccio di San Biagio patrono della cattedrale, fu consegnato al duca Johann Friedrich, che si era convertito al cattolicesimo nel 1651. Johann Friedrich lo fece portare via per la prima volta nella sua storia, dal duomo di Braunschweig al suo castello di Hannover, dove il tesoro rimase celato, mostrato solo raramente e solo a poche persone selezionate. Johann Friedrich era un collezionista e continuò ad espandere la collezione esistente, accrescendo il volume del tesoro. L'abate del monastero di Loccum, Gerhard Wolter Molanus, fu nominato curatore della collezione e nel 1697 fu stilato un nuovo catalogo, tradotto anche in latino per il papa.
Nel corso delle guerre rivoluzionarie francesi, il tesoro fu portato in salvo in Inghilterra per proteggerlo dalle truppe nemiche, ma poi restituito ad Hannover, reclamato dal re Giorgio V. Lì fu esposto presso il Königlichen Welfenmuseum (Museo Reale dei Guelfi), fondato nel 1861 e inaugurato nel 1862.
Dopo che il Regno di Hannover fu annesso alla Prussia nel 1866, il tesoro divenne proprietà privata di Giorgio V, che lo portò con sé nell'esilio in Austria e lo rese accessibile al pubblico nel Museo d'arte e industria di Vienna. Nel 1891 fu finalmente pubblicato il primo catalogo scientifico del tesoro, in cui il cistercense austriaco e storico della chiesa Wilhelm Anton Neumann elencò e descrisse tutti gli elementi del tesoro, 82 in totale.

### Vendita e dispersione

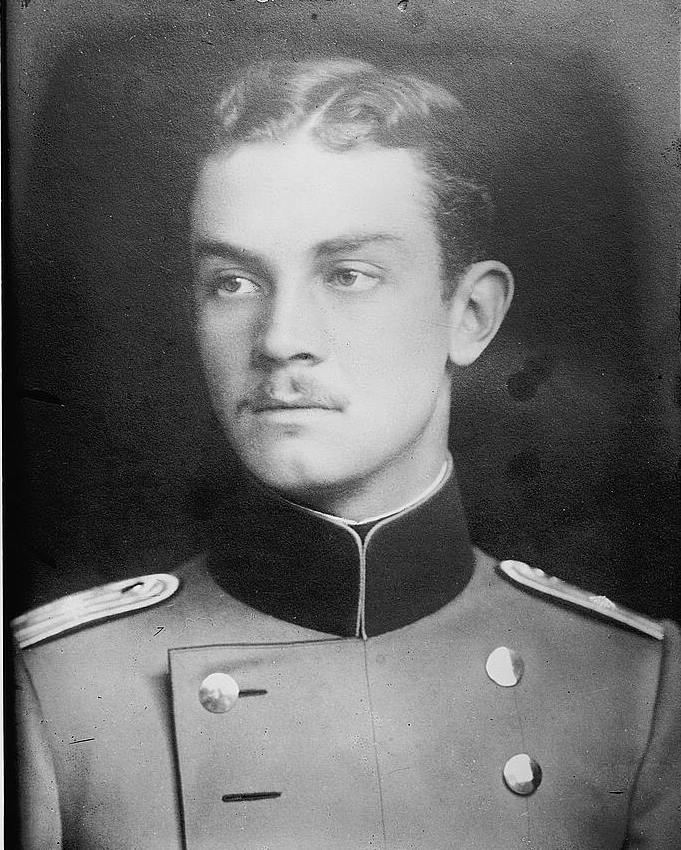
Il duca Ernst-August von Braunschweig-Lüneburg in una fotografia del 1910-1915, responsabile della vendita del tesoro nel 1929.

Nel 1928 un nipote di Giorgio V, il duca Ernst-August von Braunschweig-Lüneburg, tentò di vendere tutti gli 82 pezzi del tesoro per supportare il mantenimento dei suoi castelli e per sostenere notevoli costi pensionistici, avendo perso la sua fonte essenziale di reddito con la fine dell'Impero tedesco nel 1918. Anche gran parte dei beni della casa reale dei Welfen, alla quale il duca apparteneva, era stata congelata nel 1866 e lo sarebbe rimasta fino al 1933. Ernst-August chiese per l'intero tesoro 24 milioni di reichsmark, corrispondenti a quasi 6 milioni di dollari dell'epoca (circa 100 milioni di dollari al cambio 2021).
Numerosi musei tedeschi si attivarono per tentare di acquisire il tesoro della sua interezza, al fine di preservarne l'unità per tutta la Germania e di contrastarne l'imminente dispersione. Ma anche le richieste al cancelliere del Reich e al governo statale prussiano furono vane a causa delle condizioni non negoziabili da parte del duca. Il duca Ernst-August presentò un'offerta anche alla città di Hannover, perché rilevasse il tesoro oltre al Berggarten, al Großer Garten e alla Herrenhäuser Allee per un totale 10 milioni di reichsmark.
Il 5 ottobre 1929, appena tre settimane prima del martedì nero che diede inizio alla Grande depressione, un consorzio di acquirenti, tra cui tre noti mercanti d'arte ebrei di Francoforte, le società "J. & S. Goldschmidt" (Julius Falk Goldschmidt), "I. Rosenbaum" (Isaak Rosenbaum, Saemy Rosenberg) e "ZM Hackenbroch" (Zacharias Max Hackenbroch), comprò tutti gli 82 pezzi del tesoro per 7,5 milioni di reichsmark. L'acquisto fu con riserva, poiché i negoziati con la città di Hannover non si erano ancora conclusi e sarebbero formalmente scaduti alla fine dell'anno. Nonostante il forte interesse pubblico, l'offerta del duca fu bocciata dai collegi comunali di Hannover e nel gennaio 1930 la vendita al consorzio di Francoforte divenne legalmente valida.
Nell'ambito di varie mostre di vendita allo Städelsches Kunstinstitut di Francoforte, allo Schloss-Museum di Berlino (oggi Kunstgewerbemuseum) e negli USA tra il 1930 e il 1931, furono venduti quaranta elementi per un totale di 2,7 milioni di reichsmark. Il maggior acquirente fu il Cleveland Museum of Art che acquistò nove pezzi, seguito dall'Art Institute of Chicago con otto pezzi acquistati. Tuttavia, non fu trovato alcun acquirente per gli articoli principali della collezione, che detenevano valutazioni molto alte.

### Acquisizione da parte dello Stato prussiano nel 1935

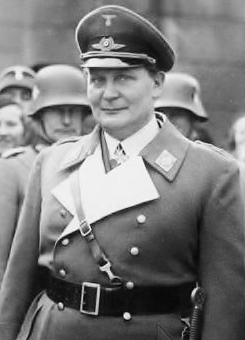
Hermann Göring in una fotografia del 1934, all'epoca dell'acquisizione del tesoro da parte dello Stato di Prussia

La possibilità di trovare ulteriori acquirenti per il Welfenschatz, soprattutto per i pezzi rimanenti, si fece sempre più difficile a causa dell'inflazione e della crisi economica. Nel 1934 la Dresdner Bank, controllata dalla Repubblica di Weimar, mostrò infine interesse per l'acquisto della collezione, che era stata in una banca sicura ad Amsterdam dal 1930. I mercanti d'arte coinvolti nel consorzio si trovavano ormai in gravi difficoltà economiche, sia a causa del clima economico disperato, sia della persecuzione antisemita iniziata dopo la presa del potere nazionalsocialista all'inizio del 1933. Il negoziato per l'acquisto delle rimanenti 42 opere d'arte del tesoro durò ben 17 mesi e alcuni dei mercanti d'arte dovettero emigrare all'estero prima della sua conclusione nel 1935, sotto la guida di Saemy Rosenberg. Il consorzio si aspettava un prezzo di acquisto compreso tra 6 e 7 milioni di reichsmark, ma alla fine fu concordato un prezzo di acquisto di 4,25 milioni. Di questi, l'accordo previde 800.000 reichsmark da pagare in opere d'arte che il consorzio avrebbe poi potuto vendere all'estero ai propri partner d'affari.
Dal 1934 in poi, Samuel Ritscher, membro del consiglio di Dresdner Bank, svolse un ruolo chiave nelle trattative per l'acquisizione della collezione da parte dello Stato di Prussia, oltre all'avvocato delle SS Wilhelm Stuckart e al ministro delle finanze Johannes Popitz.
Per il governo nazionalsocialista del Reich, e ancor di più per l'allora pro forma ancora esistente come Stato libero di Prussia sotto il suo primo ministro Hermann Göring, il "ritorno" del tesoro guelfo al Reich tedesco era di fondamentale importanza culturale e politica. Alle trattative di acquisto partecipò anche Bernhard Rust, a quel tempo ministro della cultura prussiano, e il tutto fu coordinato e applicato con il consenso di Göring. Nella prefazione al catalogo della mostra del Welfenschatz a Berlino nel 1935 si legge: “...Che il tesoro, dopo i suoi vagabondaggi nel nuovo mondo, ora per la sua patria tedesca è stato salvato. Ringraziamo l'energia culturalmente consapevole e propositiva del ministro prussiano delle finanze, il dottor Popitz, e il ministro della scienza, dell'istruzione e dell'educazione popolare del Reich, il signor Bernhard Rust, entrambi con il consenso del primo ministro Göring, che ha deciso e imposto l'acquisizione del tesoro". L'operazione consentì alla Germania di riprendere possesso dei pezzi più importanti del tesoro dal punto di vista storico-artistico, rimasti invenduti nelle precedenti trattative.

### La Seconda guerra mondiale
Durante la Seconda guerra mondiale, le opere furono trasferite a partire dal 1939 nella Flakturm di Friedrichshain. Nel 1945, un raid aereo colpì un convoglio che trasportava, tra le altre cose, tre pezzi di proprietà della collezione Roselius, che andarono distrutti. Il tesoro fu poi nuovamente trasferito, scampando al disastroso incendio della Flakturm Friedrichshain per essere portato nella nota miniera di sale di Kaiseroda presso Merkers assieme al resto dei tesori trafugati dai nazisti.

### Dopo il 1945
Dopo la fine della guerra, il tesoro fu confiscato dalle truppe statunitensi. Fu quindi consegnato allo stato dell'Assia in via fiduciaria e infine alla Bassa Sassonia nel 1955. Nel 1957, il Welfenschatz divenne proprietà della Fondazione del patrimonio culturale prussiano. Dal 1957 al novembre 1963, il tesoro tornò per la prima volta visibile al pubblico nel castello di Dankwarderode, prima di essere rispedito a Berlino nonostante l'opposizione avanzata dalla città originaria di Braunschweig e di tutta la Bassa Sassonia. Ad oggi si trova ancora esposto al Kunstgewerbemuseum e rappresenta il tesoro ecclesiastico più vasto al mondo esposto in un museo d'arte.
Oltre al reliquiario del braccio di San Biagio, a Braunschweig rimangono conservati pochi altri pezzi del tesoro, acquisiti dopo il 1945 e oggi esposti presso il museo Herzog Anton Ulrich.

### Tutela dei beni culturali
Il 4 aprile 2014, il Land di Berlino ha avviato il processo di iscrizione dei pezzi del tesoro conservati a Berlino al registro dei beni culturali di valore nazionale, ai sensi della legge tedesca sulla protezione dei beni culturali. L'iscrizione è stata formalizzata il 6 febbraio 2015. Ciò significa che la collezione o singole parti di essa possono essere esportate solo previa autorizzazione ministeriale.

## Il tesoro
Ad oggi, i pezzi identificati come parte della collezione originale del tesoro ammontano a 86 pezzi. Di questi:
- 82 sono quelli catalogati da Wilhelm Anton Neumann nel 1891, facenti parte del nucleo acquisito dai Welfen nel XVII secolo che sarà poi venduto nel 1929;
- 4 sono opere parte del tesoro ma che non furono catalogate da Neumann, perché già esterne o sottratte dalla collezione principale all'epoca del catalogo.

Delle 82 opere catalogate da Neumann (e delle 4 fuori dal catalogo):
- 44 sono conservate presso il Kunstgewerbemuseum di Berlino. 42 di esse sono la parte della collezione che fu acquisita dallo Stato di Prussia nel 1935, mentre 2 furono acquisite successivamente;
- 9 sono conservate presso il Cleveland Museum of Art;
- 8 si trovano presso l'Art Institute of Chicago;
- 2 sono presso il Museo Focke di Brema;
- 2, già in collezione privata, sono state acquisite dall'Herzog Anton Ulrich-Museum di Braunschweig. A queste si aggiungono 3 delle 4 opere fuori dal catalogo di Neumann, per un totale di 5 pezzi del tesoro conservati in questo museo. Sono i soli appartenenti al Welfenschatz rimasti nella città che diede origine alla collezione;
- 2 presso il Röhsska Museum di Göteborg, in Svezia;
- 2 presso il Museo Nelson-Atkins di Kansas City (Missouri);
- 2 presso il Philadelphia Museum of Art di Filadelfia;
- 1 è in collezione privata a Brema;
- 1 presso il Houston Museum of Fine Arts di Houston;
- 1 presso il Fogg Art Museum di Cambridge (Massachusetts);
- 5 pezzi, presenti nel catalogo di Neumann del 1891 e anche in quello della prima mostra di vendita del tesoro del 1930, non sono più stati rintracciati e probabilmente, se ancora esistono, si trovano presso collezioni private;
- 3 pezzi, parte della collezione Roselius di Brema, andarono distrutti nel 1945;
- Alle opere precedenti se ne aggiunge una presso il Walters Art Museum di Baltimora, rappresentante la quarta opera fuori dal catalogo di Neumann oltre alle 3 presso l'Herzog Anton Ulrich-Museum.

Pertanto, degli 86 pezzi noti del tesoro:
- 78 sono ancora esistenti, conservati presso musei e collezioni di tutto il mondo;
- 5 sono irreperibili;
- 3 sono perduti.

È verosimile che, in futuro, studi e ricerche identifichino altri pezzi del tesoro dei Guelfi, sia interni sia esterni al catalogo Neumann. Come già detto, gli inventari più antichi contano molte più opere, per esempio quello del 1482 che conta 140 pezzi del tesoro.

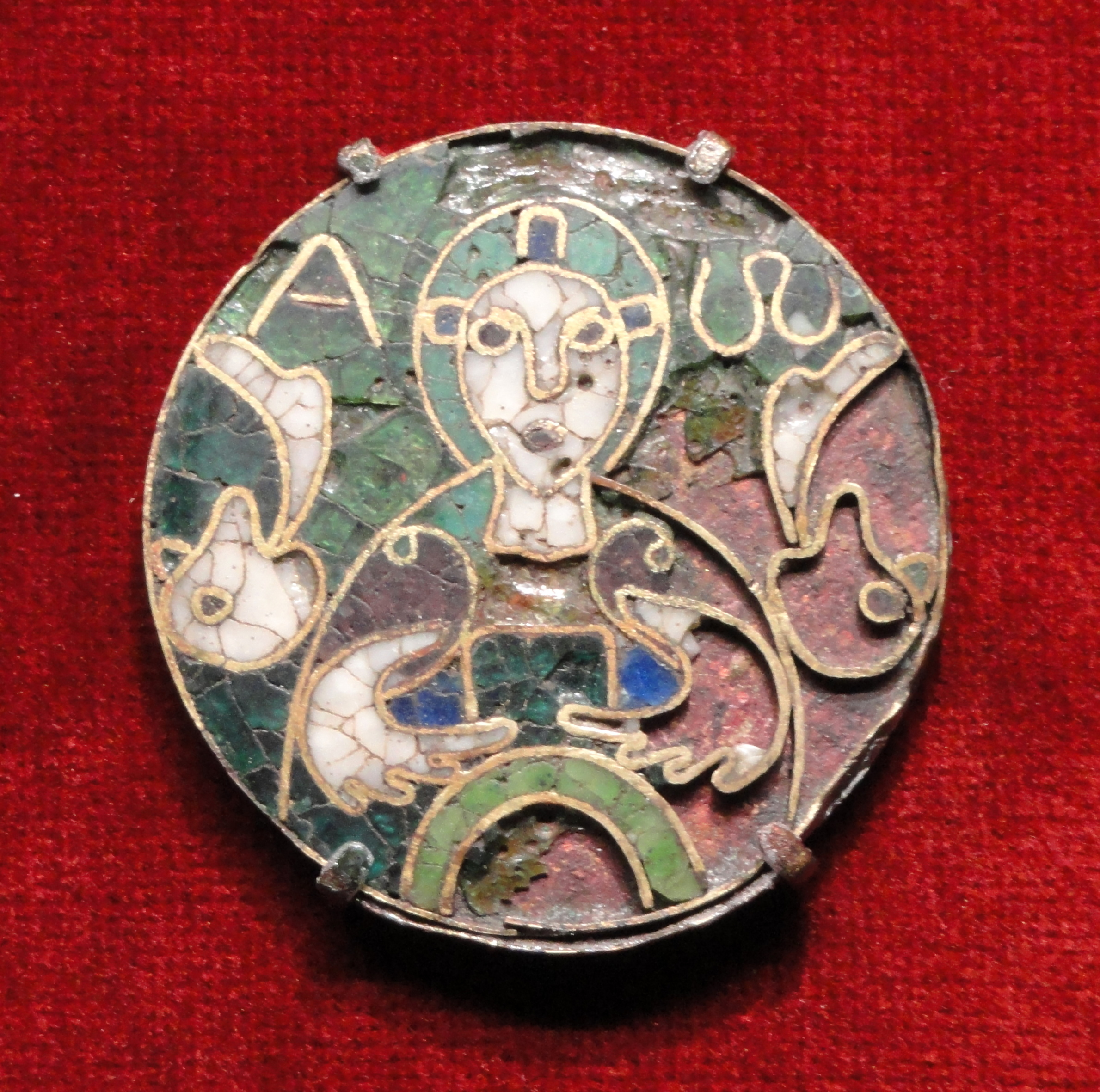
Il "Medaglione Cumberland", VIII secolo, il pezzo più antico del tesoro (Cleveland Museum of Art)
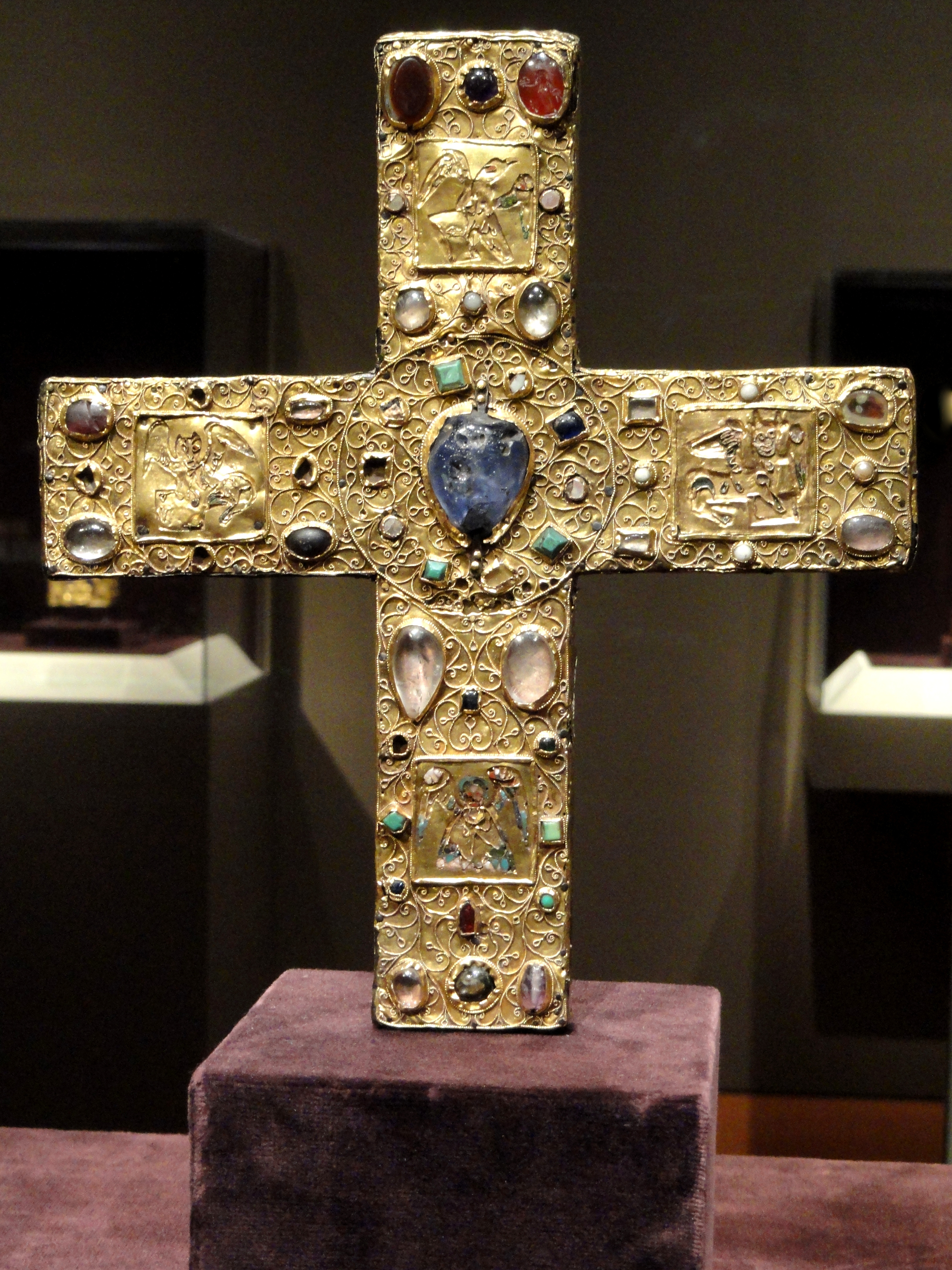
La cosiddetta Prima croce di Gertrude (Cleveland Museum of Art)
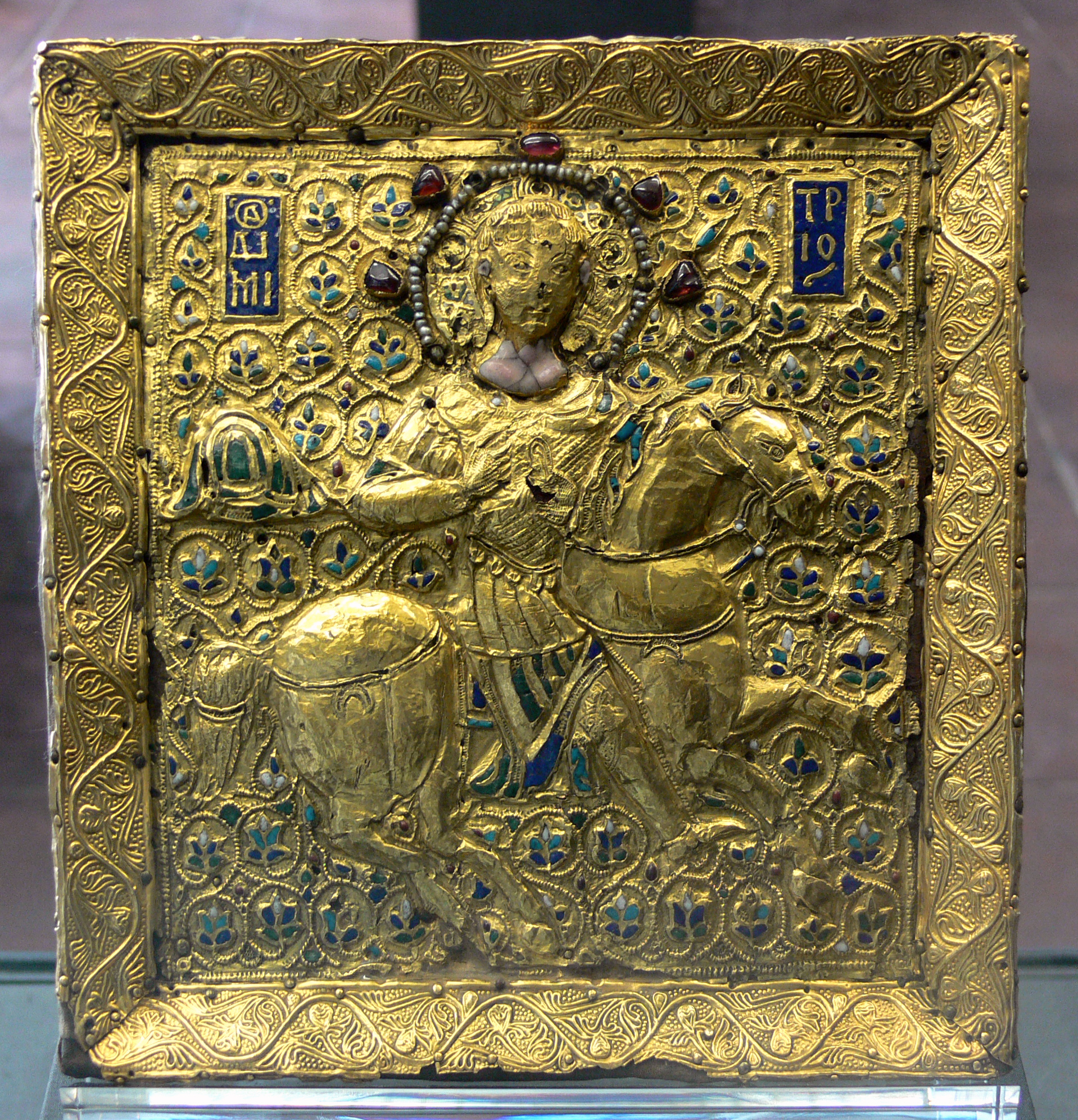
Icona di San Demetrio, XII secolo, (Kunstgewerbemuseum)
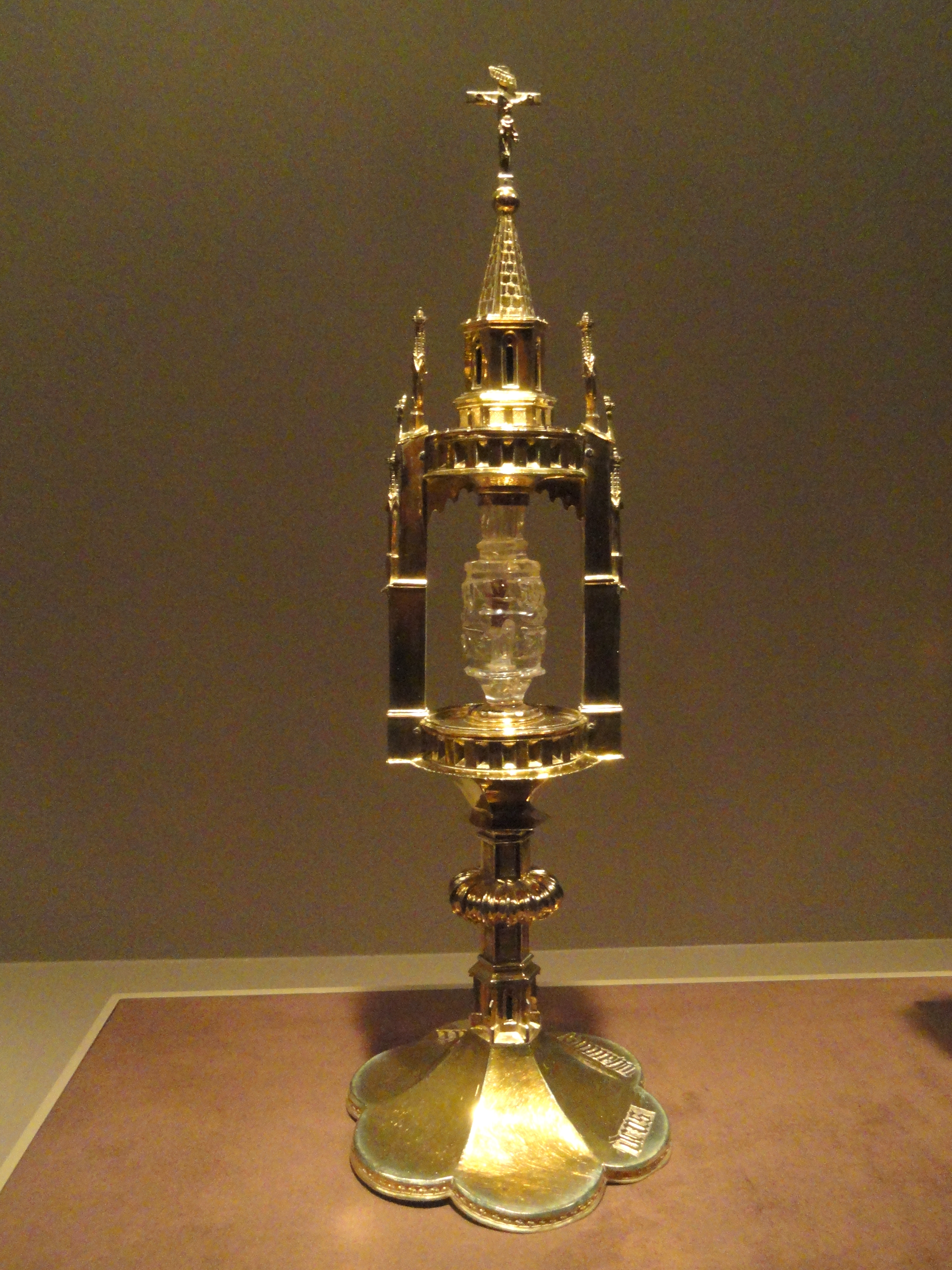
Reliquiario con il dente di Giovanni Battista, cristallo di rocca (Egitto, intorno al 1000) e argento dorato, 1375-1400 (Art Institute of Chicago)
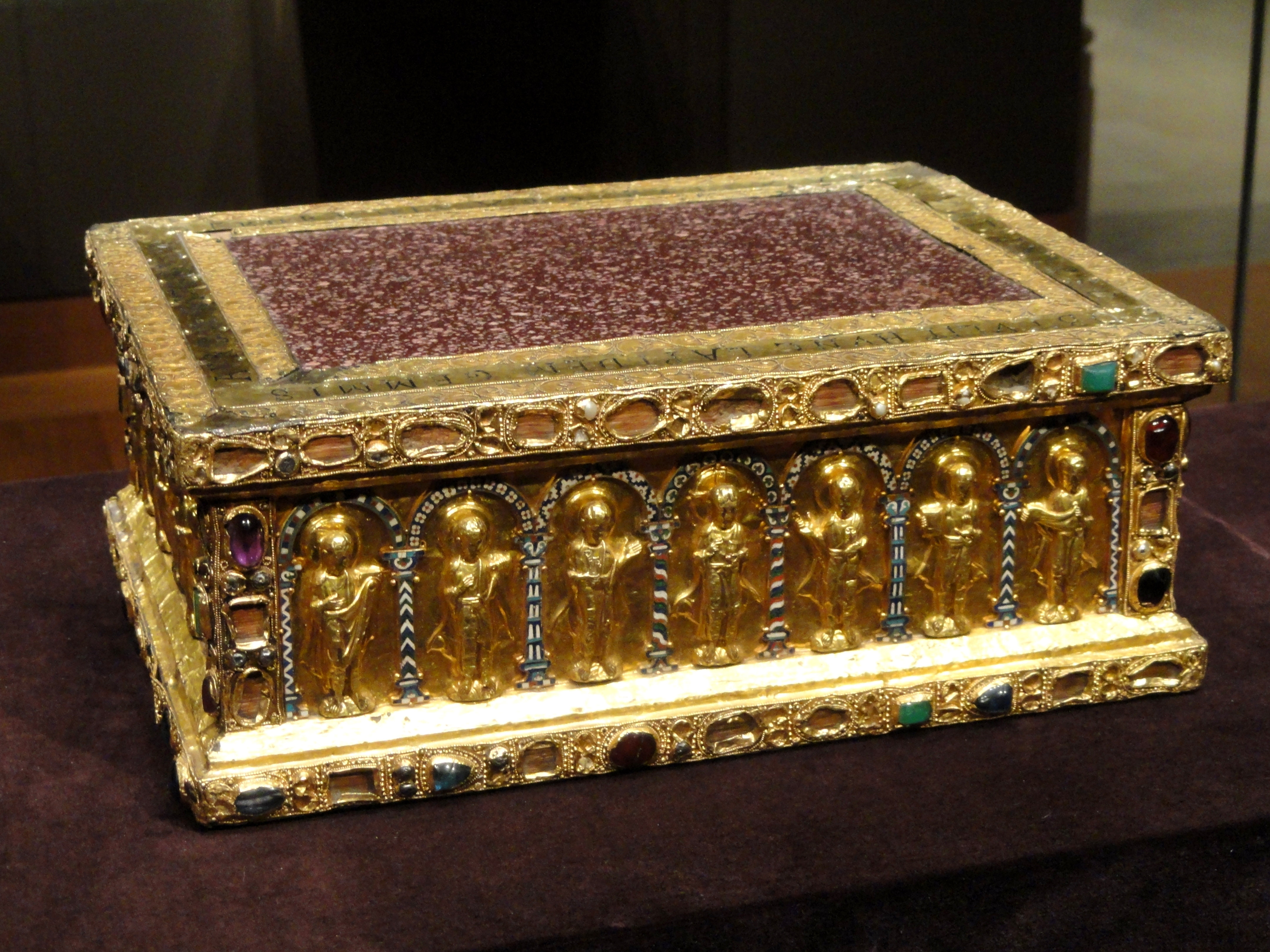
Altare portatile della contessa Gertrude, 1038 circa (Cleveland Museum of Art)
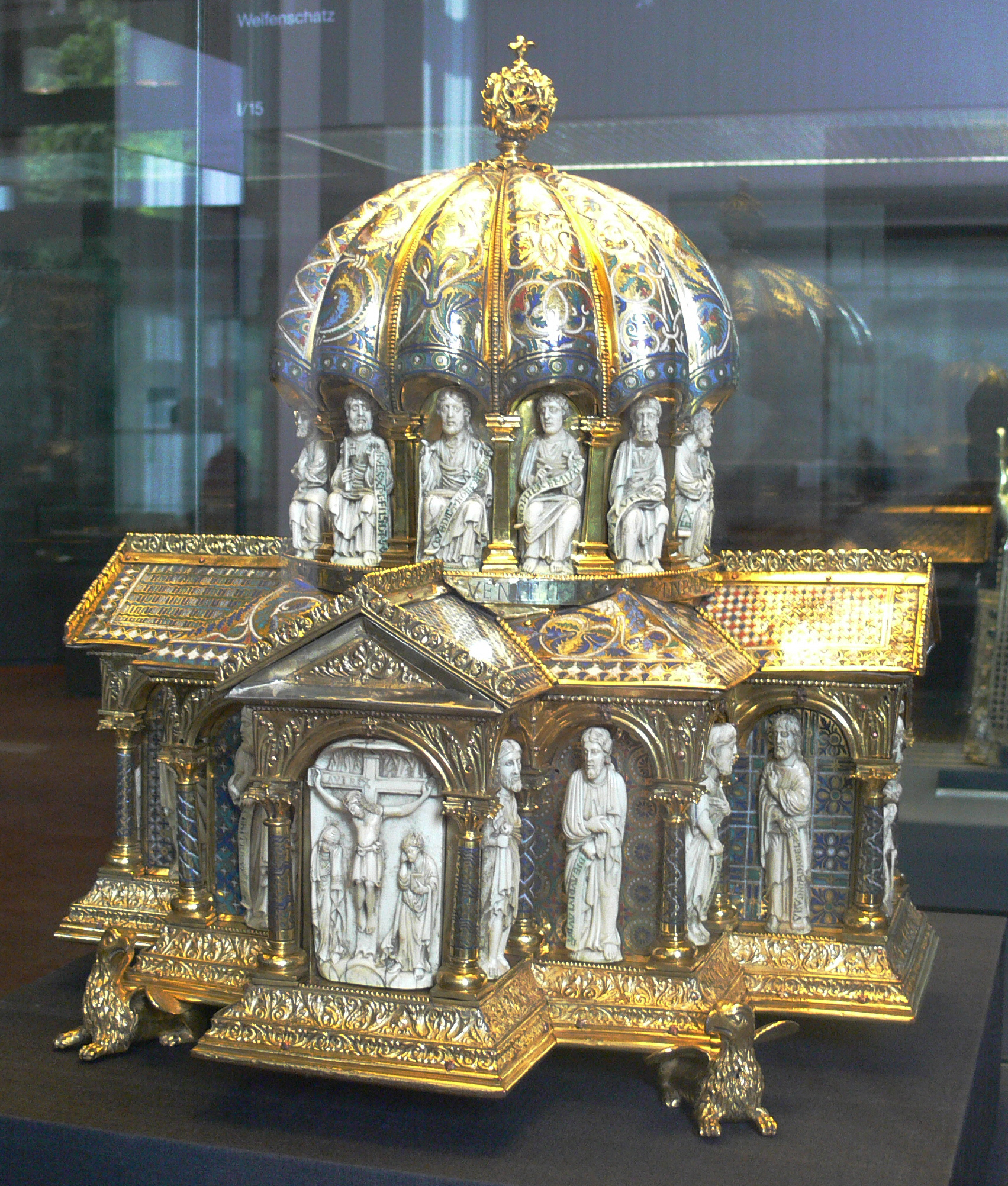
Reliquiario a cupola, fine del XII secolo (Kunstgewerbemuseum)
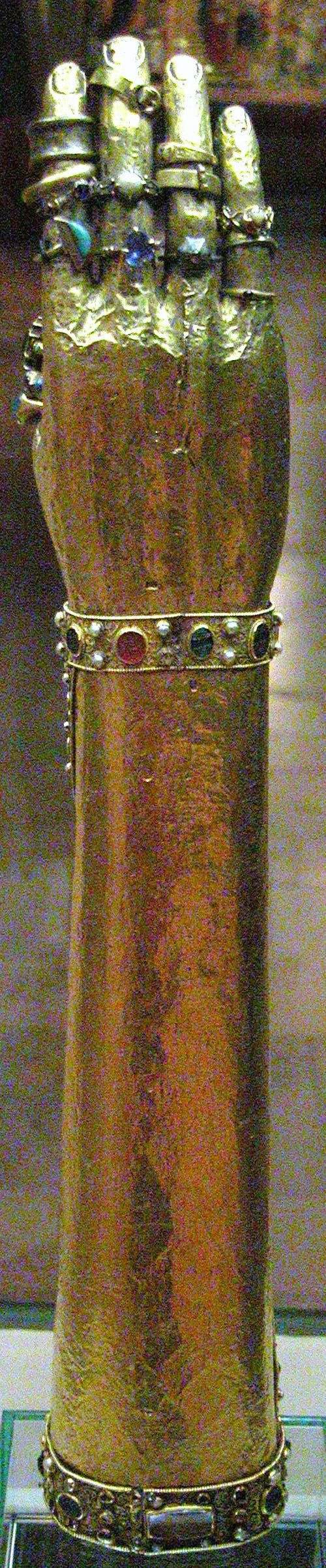
Reliquiario del braccio di San Biagio (Herzog Anton Ulrich-Museum)
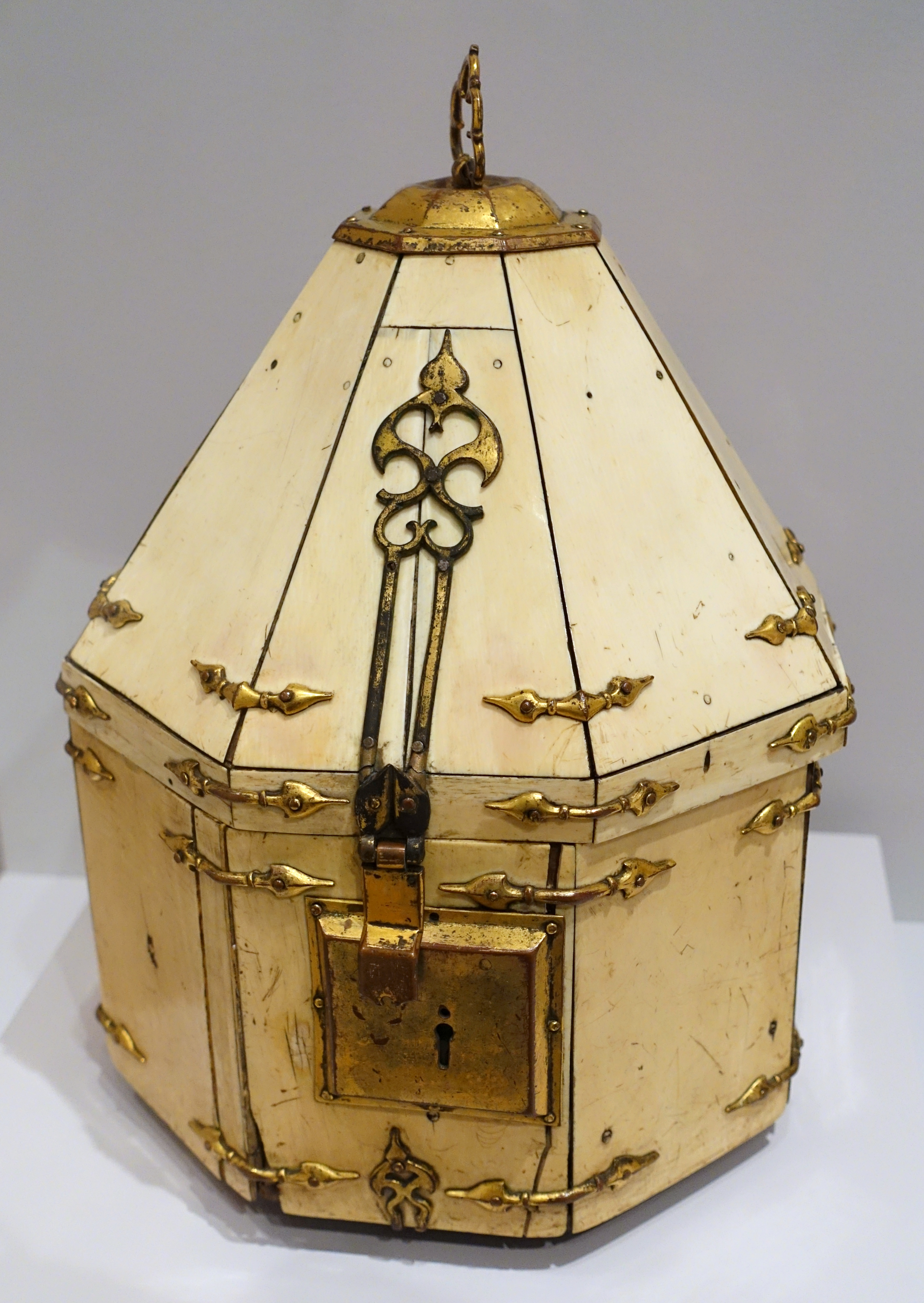
Reliquiario a torre ricoperto d'avorio, XII secolo (Fogg Art Museum)
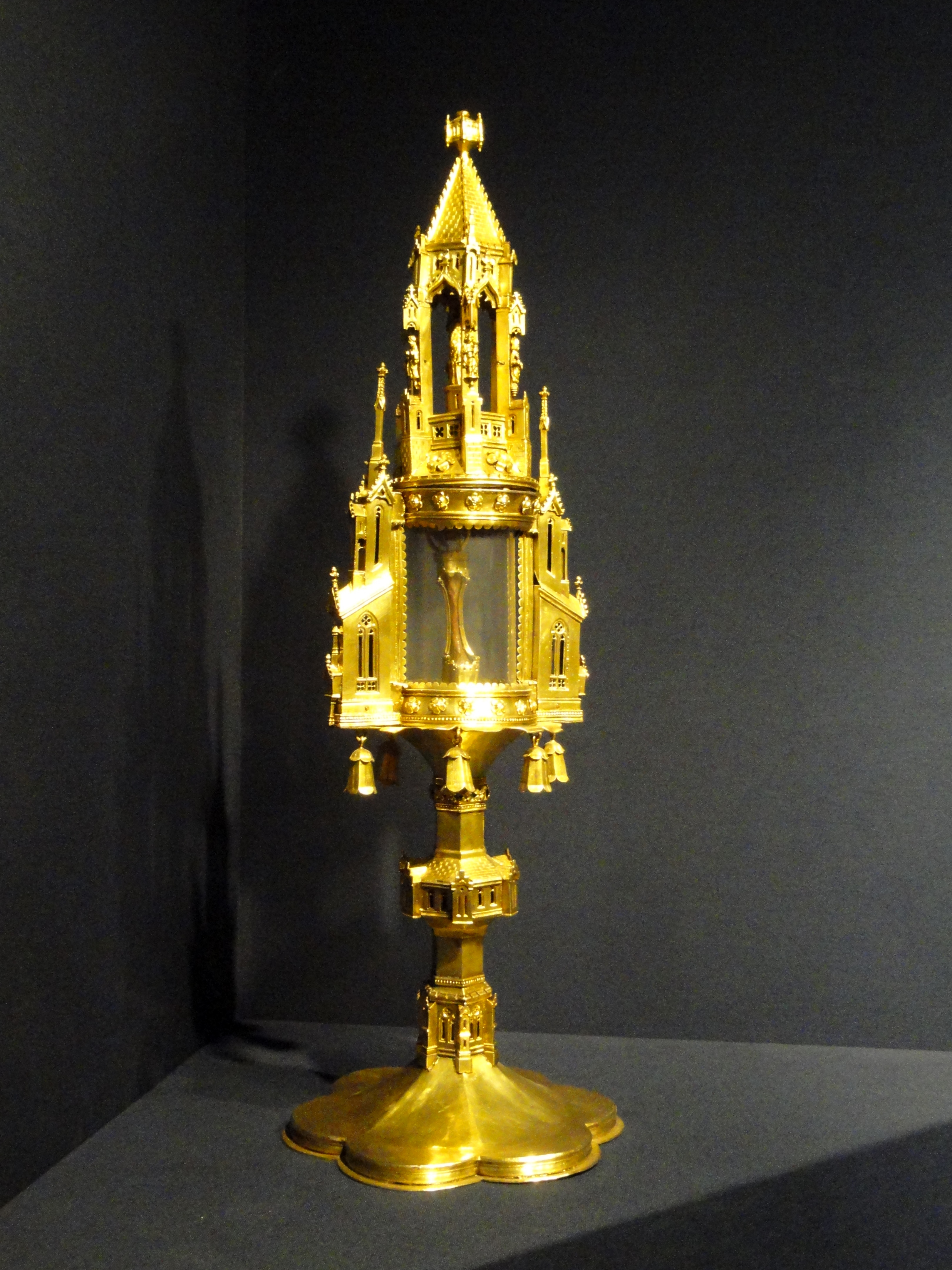
Reliquiario del dito di san Giovanni Battista, 1400 circa (Museo Nelson-Atkins)
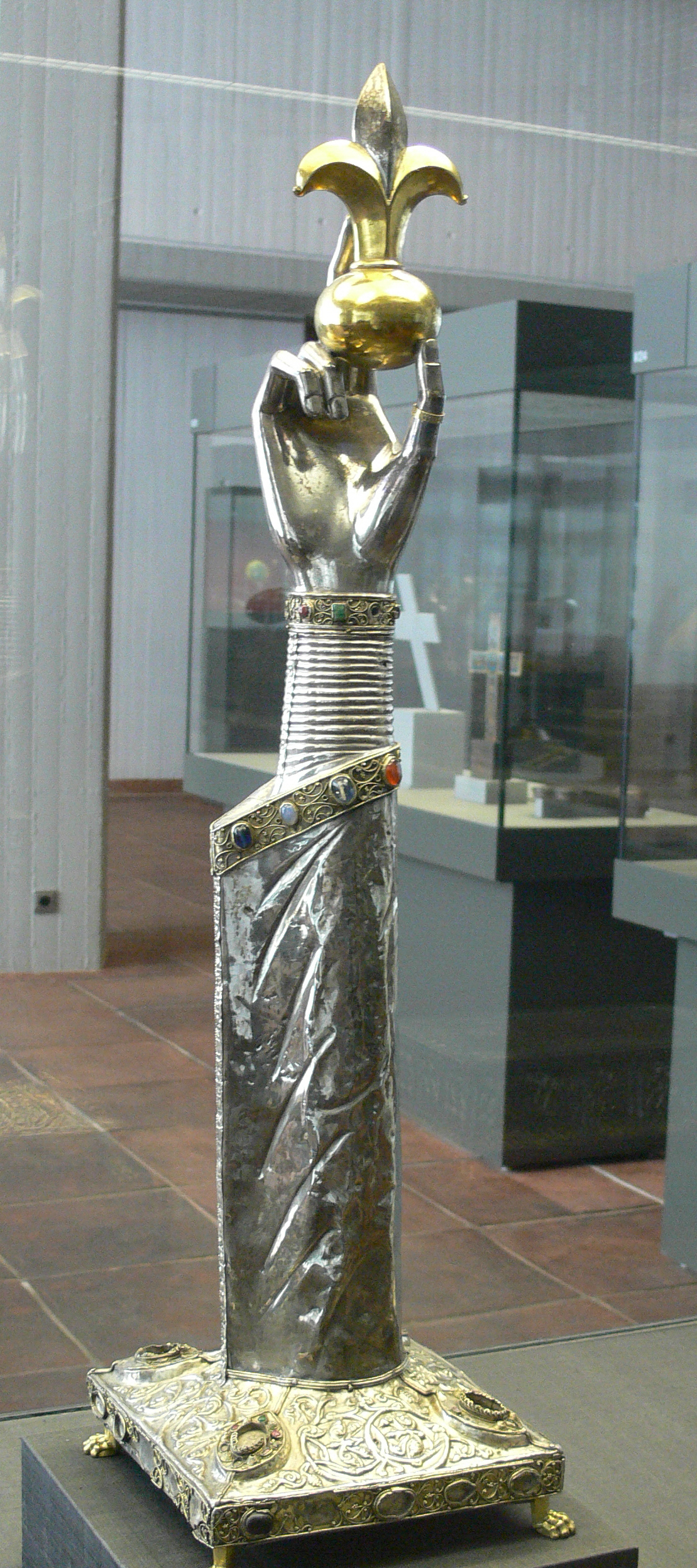
Reliquiario del braccio di san Sigismondo, XII secolo (Kunstgewerbemuseum)
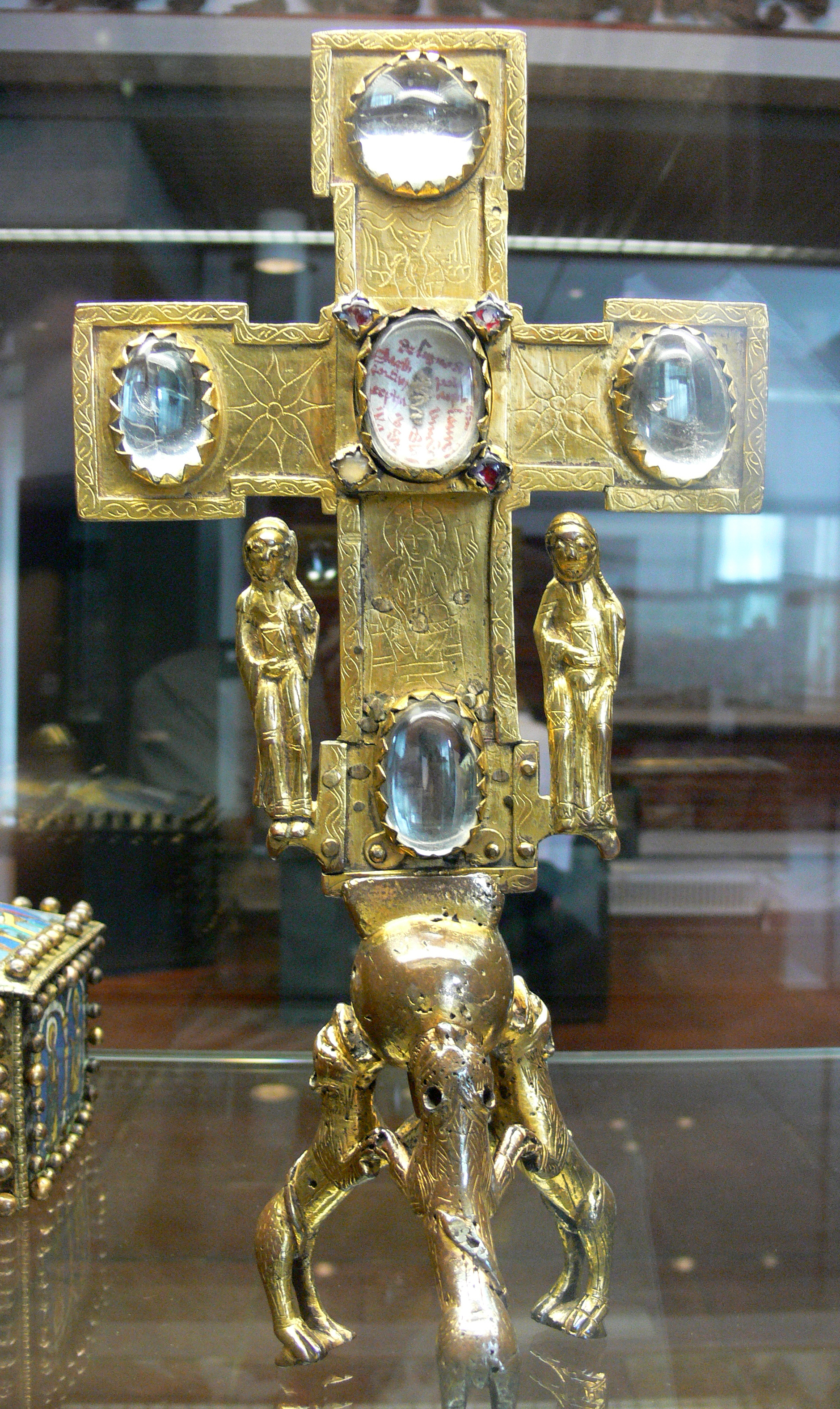
Croce reliquiario con base a leoni, inizio XII secolo (Kunstgewerbemuseum), proveniente dal dismesso monastero di San Ciriaco
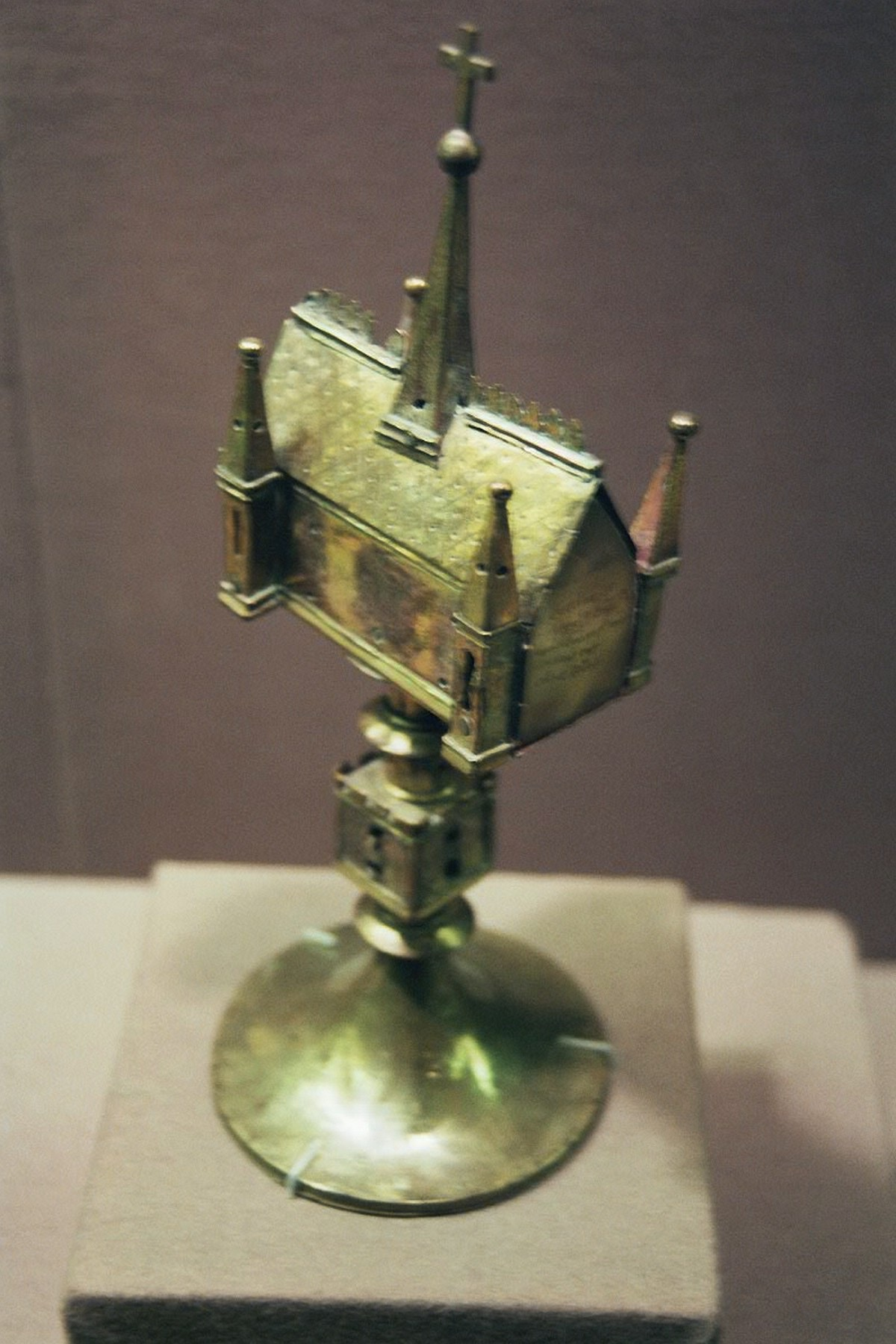
Reliquiario a forma di chiesa, XV secolo (Art Institute of Chicago)
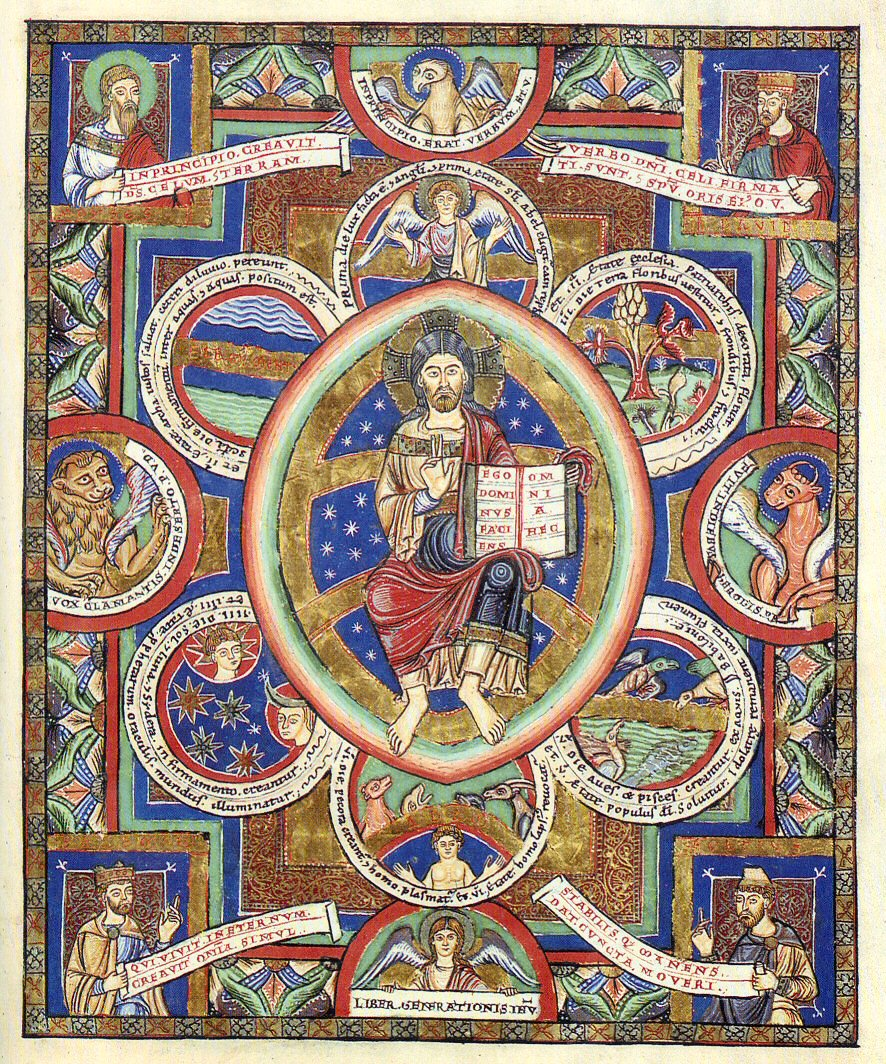
Pagina dall'Evangeliario di Enrico il Leone (Herzog Anton Ulrich-Museum)
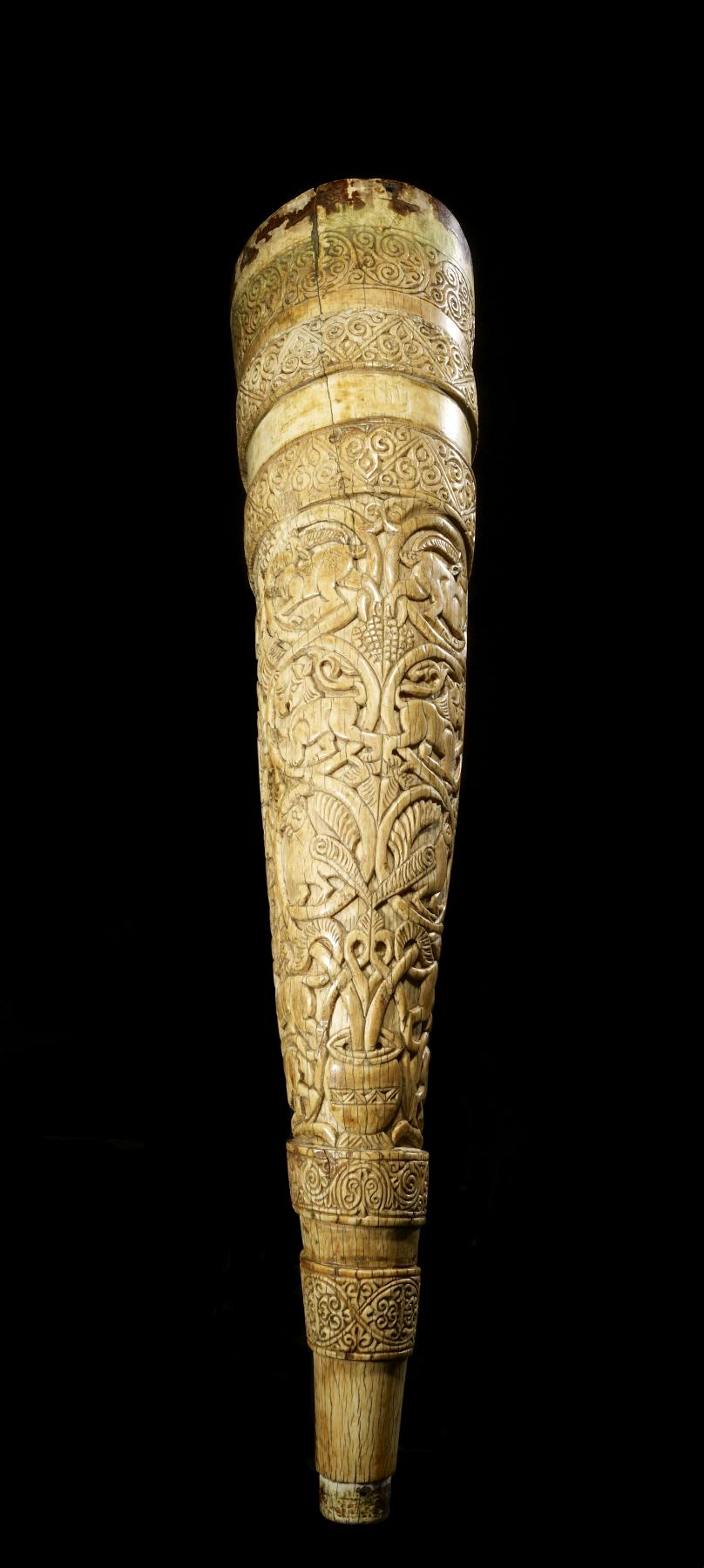
Olifante, XI secolo (Walters Art Museum);

## Richieste di restituzione
Nel 2008, gli eredi dei mercanti d'arte ebrei di Francoforte rivendicarono per la prima volta la restituzione degli oggetti d'arte. Il valore del tesoro fu stimato dalla Fondazione del patrimonio culturale prussiano in 100 milioni di euro, tuttavia gli eredi contrapposero una stima di 260 milioni di euro.
Gli eredi presero come riferimento i trattati internazionali sul trattamento delle opere d'arte saccheggiate dai nazisti, sostenendo che la vendita del 1935 avvenne sotto la pressione della persecuzione razzista, che il prezzo di acquisto non fu ragionevole e che i loro antenati non poterono disporre liberamente del denaro ricevuto. Nella controversia, entrambe le parti fecero riferimento alla Washington Conference on Holocaust-Era Assets del dicembre 1998, rispetto alla quale la Germania aveva assunto un impegno volontario, non legalmente ma comunque moralmente vincolante.

### Procedura in Germania
La Fondazione del patrimonio culturale prussiano rifiutò di consegnare il tesoro e non riconobbe le rivendicazioni. Tuttavia, accettò il ricorso alla Commissione Limbach, istituita nel 2003 appositamente con lo scopo di formulare raccomandazioni formalmente non vincolanti sui contenziosi relativi a restituzione di opere d'arte trafugate dai nazisti.
Nel corso del procedimento furono raccolte perizie da entrambe le parti. I periti della fondazione giunsero alla conclusione che il prezzo di acquisto fu adeguato alla situazione del mercato dell'arte nel 1935 e che lo Stato prussiano era l'unica parte all'epoca interessata all'acquisto delle opere d'arte. Inoltre, non rilevarono prove che gli acquirenti non poterono disporre liberamente dei proventi della vendita. I periti della Fondazione sottolinearono anche che, al momento della vendita, il tesoro si trovava all'estero, al riparo dall'accesso da parte dello stato tedesco o prussiano, e venne inviato a Berlino solo dopo il pagamento del prezzo di acquisto. I due periti degli eredi, invece,  sostennero la sussistenza dei requisiti per la restituzione, spiegando come il Reich fu responsabile della difficile situazione sociale ed economica dei mercanti del consorzio, situazione che poi fu sfruttata per piegare la trattativa a proprio vantaggio. Nel settembre 2013, il ministro della Cultura israeliano Limor Livnat intervenne nella controversia, spedendo al ministro della Cultura tedesco Bernd Neumann una lettera in sostegno alla causa degli eredi. Con questa azione, la questione raggiunse un livello politico.
La Commissione Limbach si pronunciò infine il 20 marzo 2014 con un parere contrario alla restituzione del tesoro, non riscontrando la persecuzione nazista dei mercanti del consorzio come causa delle difficoltà economiche che li avrebbero costretti a svendere il tesoro al Reich, e non potendo quindi classificare il tesoro come arte rubata dai nazisti. La Commissione sostenne che:
(Commissione Limbach, pronuncia del 20 marzo 2014 sul contenzioso per la restituzione del tesoro)

### Procedura negli USA
Nel febbraio 2015, due diversi eredi del consorzio d'acquisto ritentarono la causa per la restituzione del tesoro negli Stati Uniti, citando in giudizio dinanzi al tribunale distrettuale per il distretto di Columbia la Repubblica federale di Germania e la Fondazione del patrimonio culturale prussiano, di nuovo contestando l'acquisizione del 1935 dei 42 pezzi del Welfenschatz. Anche in questa nuova procedura, gli eredi sostennero che la vendita allo Stato di Prussia fu inficiata da coercizione nei confronti dei venditori ebrei e che la Prussia avrebbe agito sotto il comando del suo primo ministro Göring con l'aiuto di molti noti nazisti, usando la Dresdner Bank come acquirente di facciata. Si sostenne inoltre che, rispetto alla cifra di 7,5 milioni di reichsmark con cui il tesoro era stato acquisito nel 1929, quando fu venduto nel giugno 1935 aveva ormai un valore notevolmente superiore ai 4,25 milioni di reichsmark concordati. Nel corso delle trattative, iniziate all'inizio del 1934, era aumentata la pressione persecutoria sui venditori che si trovavano in Germania, il che, non da ultimo economicamente, aveva limitato la loro capacità di prolungare la trattativa fino a quando non si fosse trovato un acquirente migliore.
Nell'autunno 2015, la Repubblica federale di Germania e la Fondazione del patrimonio culturale prussiano presentarono una motion to dismiss per archiviare la causa. Gli imputati sostennero che un tribunale americano non era autorizzato a giudicare lo Stato tedesco, cui è assegnata la Fondazione, per motivi di diritto internazionale. Le eccezioni previste dalla legge americana ai sensi del Foreign Sovereign Immunities Act, in questo caso, non venivano soddisfatte. In particolare, gli imputati sottolinearono come lo Stato tedesco, durante la trattativa del 1934-1935, non fu commercialmente in connessione con gli Stati Uniti, come nel caso, ad esempio, dell'acquisto di merci americane da parte di agenzie governative tedesche. Non vi fu nemmeno alcun esproprio in grado di stabilire anche la giurisdizione di un tribunale americano. Infine, si ribadì l'esistenza in Germania di un organismo sufficiente per trattare casi come quello in oggetto, ossia la Commissione Limbach preposta all'attività di mediazione. I querelati ritennero quindi la causa estranea alla giurisdizione americana e ribadirono nuovamente che non fu la persecuzione nazista la causa della supposta perdita economica del consorzio di mercanti. Inoltre, gli imputati invocarono il termine di prescrizione.
Il 31 marzo 2017, il tribunale di Washington DC respinse tuttavia la mozione per archiviare la causa. Il governo federale tedesco presentò ricorso alla Corte Suprema nel settembre 2019 con un'istanza di certiorari. Il 2 luglio 2020, la Corte Suprema accolse infine il ricorso.
Il 3 febbraio 2021 furono pubblicate le motivazioni della sentenza del processo denominato Federal Republic of Germany v. Philipp: la Corte Suprema stabilì all'unanimità che i tribunali statunitensi non sono competenti per valutare la causa. L'eccezione invocata dai querelanti alla Foreign Sovereign Immunities Act, legge che normalmente proibisce azioni degli Stati Uniti contro altri stati, non fu ritenuta soddisfatta. Questa eccezione consente azioni nel caso di "diritti di proprietà espropriati in violazione del diritto internazionale". La Corte Suprema ritenne di non poter applicare l'eccezione all'FSIA ad un caso di esproprio statale a carico dei propri cittadini, potendo riferire l'eccezione in questione solo alle azioni tra Stati stranieri e non tra Stati e individui, e solo a violazioni dei diritti di proprietà e non al genocidio o ai crimini contro l'umanità ai quali i ricorrenti avevano collegato il presunta esproprio. Tuttavia, la Corte Suprema rinviò il caso ai tribunali inferiori sulla base del fatto che potrebbero esserci altre opzioni in base alle quali gli eredi potrebbero chiedere un risarcimento alla Germania.